# Wolf Konrad von Rechberg
Wolf Konrad von Rechberg und Staufeneck und Weißenstein und Kellmünz zu Türkheim-Schwabeck, Herr und (ab 1597) Freiherr sowie (ab 1607) Graf von Rechberg und Staufeneck und Weißenstein und Kellmünz zu Türkheim-Schwabeck, († 1617 in Jetzendorf) war ein bayerischer Adliger.
Nach dem Aussterben der Kronburger-Linie erbt Wolf Konrad die Herrschaft Weißenstein und Kellmünz. Von Kaiser Rudolf II. wird er 1597 in den Freiherrenstand erhoben und erhält 1607 den Grafentitel. Er ist somit der erste Graf aus dem Hause Rechberg. Daneben besitzt er eine Menge bayerischer Ämter und Orden. In Weißenstein hält sich Wolf Konrad einen kleinen aber prunkvollen Hof. Das dortige Schloss verschönert er, erbaut die Staffelgiebel, Türme Erker und Galerien und führt den Tafelbau aus, der erst 1864 abgebrochen und in eine Terrasse umgewandelt wurde. Meistens hält sich Wolf Konrad in Jetzendorf in Bayern auf, wo er 1617 die Bräugerechtigkeit von Herzog Maximilian erwirbt und wo er auch begraben liegt, ebenso wie sein Sohn Wilhelm Leo, der ihn nur um ein Jahr überlebte († 1618).